# 实心竹
实心竹（学名：Phyllostachys heteroclada f. solida）为禾本科刚竹属水竹下的一个变型。